# Symplecta bergrothi
Symplecta bergrothi är en tvåvingeart som först beskrevs av Gabriel Strobl 1898.  Symplecta bergrothi ingår i släktet Symplecta och familjen småharkrankar. Inga underarter finns listade i Catalogue of Life.